# 克雷姆斯河畔基希多夫
克雷姆斯河畔基希多夫（德語：Kirchdorf an der Krems）是奧地利上奧地利州的市镇，位於該國中部，面積2.8平方公里，海拔高度450米，2012年人口4,101。第二次世界大戰期間，德國在1938年3月13日至1945年佔領該鎮。